# 신목중학교
신목중학교(新木中學校)는 대한민국 서울특별시 양천구 목동에 있는 공립 중학교이다.

## 학교 연혁
- 1986년 1월 29일 : 신목중학교 설립 인가
- 1986년 3월 1일 : 초대 서완석 교장 취임
- 1986년 5월 12일 : 개교식
- 1987년 2월 13일 : 제1회 졸업식(31명)
- 2023년 9월 1일 : 제13대 김정열 교장 취임
- 2024년 1월 5일 : 제38회 졸업식 (472명, 총 23,983명)
- 2024년 3월 4일 : 입학식(15학급 416명)

## 참고 자료
- 신목중학교 - 한국교육학술정보원 학교알리미